# Ліззі Іґасан
Ліззі Іґасан (англ. Lizzy Igasan, 16 вересня 1982) — новозеландська хокеїстка на траві.
Учасниця Олімпійських Ігор 2004, 2008 років.